# Desmidorchis indica
Desmidorchis indica är en oleanderväxtart som först beskrevs av Robert Wight och Arn., och fick sitt nu gällande namn av Carl Ernst Otto Kuntze. Desmidorchis indica ingår i släktet Desmidorchis och familjen oleanderväxter. Inga underarter finns listade i Catalogue of Life.